# Lijst van rijksmonumenten in Monnickendam
De plaats Monnickendam telt 74 inschrijvingen in het rijksmonumentenregister. Hieronder een overzicht.
| Object | Oorspronkelijke functie?  | Bouwjaar                    | Architect | Locatie                      | Coördinaten?                 | Nr.?   | Afbeelding |
| --- | ------------------------- | --------------------------- | --------- | ---------------------------- | ---------------------------- | ------ | --- |
| Overblijfselen van de wallen | Omwalling                 |                             |           | Overblijfselen van de wallen | 52° 27' 25" NB, 5° 1' 54" OL | 29968  | Overblijfselen van de wallen                                                                                   |
| Huis met trapgevel | Woonhuis                  |                             |           | Fluwelen Burgwal 7           | 52° 27' 29" NB, 5° 2' 6" OL  | 29970  | Huis met trapgevel                                                                                             |
| Huis met trapgevel | Woonhuis                  |                             |           | Fluwelen Burgwal 13          | 52° 27' 29" NB, 5° 2' 8" OL  | 29971  | Meer afbeeldingen                                                                                              |
| Pakhuis met trapgevel | Opslag                    |                             |           | Fluwelen Burgwal 12          | 52° 27' 29" NB, 5° 2' 7" OL  | 29972  | Meer afbeeldingen                                                                                              |
| Onderkelderde laat-middeleeuws paalwoning onder schilddak | Woonhuis                  |                             |           | Gooischekade 10              | 52° 27' 35" NB, 5° 2' 14" OL | 29973  | Meer afbeeldingen                                                                                              |
| Huis met in- en uitgezwenkte gevel met door pilasters afgesloten vlechtingenfries en gemetseld jaartal 1592                                                          | Woonhuis                  |                             |           | Haven 1                      | 52° 27' 34" NB, 5° 2' 11" OL | 29974  | Meer afbeeldingen                                                                                              |
| Houten ophaalbrug over de Binnendijkshaven | Brug                      |                             |           | TO Nieuwe Zijds Burgwal      | 52° 27' 30" NB, 5° 1' 59" OL | 29975  | Meer afbeeldingen                                                                                              |
| Huis met trapgevel, bekroond door een fronton en voorzien van gebeeldhouwde kopjes in de strekken der vensters                                                       | Woonhuis                  |                             |           | Kerkstraat 9                 | 52° 27' 29" NB, 5° 2' 1" OL  | 29976  | Meer afbeeldingen                                                                                              |
| Huis met in- en uitgezwenkte topgevel | Woonhuis                  |                             |           | Kerkstraat 15                | 52° 27' 30" NB, 5° 2' 1" OL  | 29977  | Meer afbeeldingen                                                                                              |
| Hervormd rusthuis | Gezondheidszorg           | 1856                        |           | Kerkstraat 33                | 52° 27' 31" NB, 5° 2' 4" OL  | 29978  | Meer afbeeldingen                                                                                              |
| Huis met klokgevel, voorzien van gebeeldhouwde aanzetvoluten | Woonhuis                  |                             |           | Kerkstraat 35                | 52° 27' 31" NB, 5° 2' 4" OL  | 29979  | Meer afbeeldingen                                                                                              |
| Huis met trapgevel | Woonhuis                  |                             |           | Kerkstraat 41                | 52° 27' 31" NB, 5° 2' 5" OL  | 29980  | Meer afbeeldingen                                                                                              |
| Huis met trapgevel bekroond door een gebogen fronton | Woonhuis                  |                             |           | Kerkstraat 45                | 52° 27' 32" NB, 5° 2' 6" OL  | 29981  | Meer afbeeldingen                                                                                              |
| Huis met klokgevel | Woonhuis                  |                             |           | Kerkstraat 47                | 52° 27' 32" NB, 5° 2' 6" OL  | 29982  | Meer afbeeldingen                                                                                              |
| Huis met puntgevel | Woonhuis                  |                             |           | Kerkstraat 4                 | 52° 27' 29" NB, 5° 2' 1" OL  | 29983  | Meer afbeeldingen                                                                                              |
| Huis met puntgevel | Woonhuis                  |                             |           | Kerkstraat 26                | 52° 27' 30" NB, 5° 2' 3" OL  | 29984  | Meer afbeeldingen                                                                                              |
| Huis met puntgevel | Woonhuis                  |                             |           | Kerkstraat 30                | 52° 27' 30" NB, 5° 2' 4" OL  | 29985  | Meer afbeeldingen                                                                                              |
| Huis met trapgevel in haarlemse trant | Woonhuis                  |                             |           | Kerkstraat 32                | 52° 27' 30" NB, 5° 2' 4" OL  | 29986  | Meer afbeeldingen                                                                                              |
| Huis met houten puntgevel boven een pui met een gebogen hoekvenster en aan weerszijden van de ingang pilasters                                                       | Woonhuis                  |                             |           | Kerkstraat 46                | 52° 27' 32" NB, 5° 2' 6" OL  | 29987  | Huis met houten puntgevel boven een pui met een gebogen hoekvenster en aan weerszijden van de ingang pilasters |
| Huis met klokgevel, de top afgedekt door een getoogde kroonlijst | Woonhuis                  |                             |           | Kerkstraat 52                | 52° 27' 32" NB, 5° 2' 7" OL  | 29988  | Meer afbeeldingen                                                                                              |
| Huis met in- en uitgezwenkte gevel, voorzien van een toppilaster en zijpilasters                                                                                     | Woonhuis                  |                             |           | Kerkstraat 54                | 52° 27' 32" NB, 5° 2' 7" OL  | 29989  | Meer afbeeldingen                                                                                              |
| Damsluis | Waterkering en -doorlaat  |                             |           | Middendam tegenover 10       | 52° 27' 33" NB, 5° 2' 11" OL | 29990  | Damsluis |
| Waag | Handel en kantoor         |                             |           | Middendam 7                  | 52° 27' 33" NB, 5° 2' 10" OL | 29991  | Meer afbeeldingen                                                                                              |
| Huis met trapgevel in haarlemse trant | Bedrijfs-,fabriekswoning  |                             |           | Middendam 6                  | 52° 27' 33" NB, 5° 2' 9" OL  | 29992  | Meer afbeeldingen                                                                                              |
| Hoekhuis met verdieping en lijstgevels | Woonhuis                  |                             |           | Middendam 10                 | 52° 27' 33" NB, 5° 2' 10" OL | 29993  | Meer afbeeldingen                                                                                              |
| Woonhuis met eenvoudige topgevel | Woonhuis                  |                             |           | Nieuwe Zijds Burgwal 47      | 52° 27' 40" NB, 5° 2' 0" OL  | 29994  | Meer afbeeldingen                                                                                              |
| Raadhuis | Woonhuis                  | 1746 (bouw) 1814 (raadhuis) |           | Noordeinde 5                 | 52° 27' 34" NB, 5° 2' 8" OL  | 29995  | Meer afbeeldingen                                                                                              |
| Huis met klokgevel, blijkens gevelsteen | Woonhuis                  |                             |           | Noordeinde 11                | 52° 27' 35" NB, 5° 2' 7" OL  | 29996  | Meer afbeeldingen                                                                                              |
| Huis met door pilasters gelede halsgevel | Woonhuis                  |                             |           | Noordeinde 15                | 52° 27' 35" NB, 5° 2' 7" OL  | 29997  | Meer afbeeldingen                                                                                              |
| Huis met trapgevel | Woonhuis                  |                             |           | Noordeinde 17                | 52° 27' 36" NB, 5° 2' 7" OL  | 29998  | Meer afbeeldingen                                                                                              |
| Huis met lijstgevel | Woonhuis                  |                             |           | Noordeinde 17                | 52° 27' 36" NB, 5° 2' 7" OL  | 29999  | Meer afbeeldingen                                                                                              |
| Herenhuis | Woonhuis                  |                             |           | Noordeinde 21                | 52° 27' 37" NB, 5° 2' 7" OL  | 30000  | Meer afbeeldingen                                                                                              |
| Huis met twee schilddaken, een brede lijstgevel en aan de straat twee dakkapellen met gebogen fronton en zijvoluten                                                  | Woonhuis                  |                             |           | Noordeinde 23                | 52° 27' 37" NB, 5° 2' 7" OL  | 30001  | Meer afbeeldingen                                                                                              |
| Huis met schilddak en lijstgevel | Woonhuis                  |                             |           | Noordeinde 39                | 52° 27' 39" NB, 5° 2' 7" OL  | 30002  | Huis met schilddak en lijstgevel                                                                               |
| Huisje met zadeldak en lijstgevel | Woonhuis                  |                             |           | Noordeinde 41                | 52° 27' 39" NB, 5° 2' 7" OL  | 30003  | Meer afbeeldingen                                                                                              |
| Huis met klokgevel, blijkens banderolle | Woonhuis                  |                             |           | Noordeinde 43                | 52° 27' 39" NB, 5° 2' 7" OL  | 30004  | Meer afbeeldingen                                                                                              |
| Huisje met eenvoudige puntgevel | Woonhuis                  |                             |           | Noordeinde 71                | 52° 27' 43" NB, 5° 2' 7" OL  | 30005  | Meer afbeeldingen                                                                                              |
| Huisje met lijstgevel | Woonhuis                  |                             |           | Noordeinde 93                | 52° 27' 44" NB, 5° 2' 6" OL  | 30006  | Meer afbeeldingen                                                                                              |
| Speeltoren | Kerk en kerkonderdeel     |                             |           | Noordeinde 2                 | 52° 27' 34" NB, 5° 2' 9" OL  | 30007  | Meer afbeeldingen                                                                                              |
| Overblijfsel van het stadhuis | Overheidsgebouw           |                             |           | Noordeinde 4                 | 52° 27' 34" NB, 5° 2' 9" OL  | 30008  | Meer afbeeldingen                                                                                              |
| Huis met trapgevel in haarlemse trant | Woonhuis                  |                             |           | Noordeinde 10                | 52° 27' 34" NB, 5° 2' 8" OL  | 30009  | Meer afbeeldingen                                                                                              |
| Huisje met lijstgevel | Woonhuis                  |                             |           | Noordeinde 16                | 52° 27' 35" NB, 5° 2' 8" OL  | 30010  | Meer afbeeldingen                                                                                              |
| Huis met klokgevel, voorzien van gebeeldhouwde afdekkingen in Lodewijk xv-stijl                                                                                      | Woonhuis                  |                             |           | Noordeinde 18                | 52° 27' 35" NB, 5° 2' 8" OL  | 30011  | Meer afbeeldingen                                                                                              |
| Huis met schilddak en lijstgevel | Woonhuis                  |                             |           | Noordeinde 20                | 52° 27' 36" NB, 5° 2' 8" OL  | 30012  | Meer afbeeldingen                                                                                              |
| Huis met zadeldak en brede lijstgevel, voorzien van hoeklisenen en in het midden een ingangspartij met rijke deuren en vensteromlijsting, gesneden deur- en deurkalf | Woonhuis                  |                             |           | Noordeinde 24                | 52° 27' 36" NB, 5° 2' 8" OL  | 30013  | Meer afbeeldingen                                                                                              |
| Huis met eenvoudige puntgevel, voorzien van een grotendeels houten pui                                                                                               | Woonhuis                  |                             |           | Noordeinde 26                | 52° 27' 37" NB, 5° 2' 8" OL  | 30014  | Meer afbeeldingen                                                                                              |
| Huis met lijstgevel | Dienstwoning              |                             |           | Noordeinde 50                | 52° 27' 39" NB, 5° 2' 8" OL  | 30015  | Meer afbeeldingen                                                                                              |
| Huis met eenvoudige gevel, voorzien van een gebogen topafdekking | Woonhuis                  |                             |           | Noordeinde 78                | 52° 27' 42" NB, 5° 2' 7" OL  | 30016  | Meer afbeeldingen                                                                                              |
| Huis met gekoppelde puntgeveltjes, oorspronkelijk wellicht trapgevels, en boven de gewijzigde pui twee gevelstenen met anno en 1651                                  | Woonhuis                  |                             |           | Noordeinde 100               | 52° 27' 44" NB, 5° 2' 7" OL  | 30017  | Meer afbeeldingen                                                                                              |
| Doopsgezinde Vermaning | Kerk en kerkonderdeel     | 17e eeuw                    |           | Weezenland 1                 | 52° 27' 29" NB, 5° 2' 11" OL | 30018  | Meer afbeeldingen                                                                                              |
| Huis met in- en uitgezwenkte topgevel | Woonhuis                  |                             |           | Weezenland 7                 | 52° 27' 28" NB, 5° 2' 9" OL  | 30019  | Meer afbeeldingen                                                                                              |
| Huis met in- en uitgezwenkte, door horizontale lijsten en pilasters verlevendigde gevel                                                                              | Woonhuis                  |                             |           | Weezenland 17                | 52° 27' 28" NB, 5° 2' 8" OL  | 30020  | Meer afbeeldingen                                                                                              |
| Burgerweeshuis | Sociale zorg, liefdadigh. | 1638                        |           | Weezenland 16                | 52° 27' 28" NB, 5° 2' 9" OL  | 30021  | Meer afbeeldingen                                                                                              |
| Huis met trapgevel | Woonhuis                  |                             |           | Weezenland 18                | 52° 27' 27" NB, 5° 2' 8" OL  | 30022  | Meer afbeeldingen                                                                                              |
| Huis met puntgevel | Woonhuis                  |                             |           | 't Zand 3                    | 52° 27' 32" NB, 5° 2' 9" OL  | 30023  | Meer afbeeldingen                                                                                              |
| Huis met puntgevel | Woonhuis                  |                             |           | 't Zand 4                    | 52° 27' 31" NB, 5° 2' 9" OL  | 30024  | Meer afbeeldingen                                                                                              |
| Gemeenlandshuis van Waterland | Bestuursgebouw en onderdl |                             |           | Zarken 23                    | 52° 27' 27" NB, 5° 1' 58" OL | 30025  | Meer afbeeldingen                                                                                              |
| Grote of Sint-Nicolaaskerk | Kerk en kerkonderdeel     | 15e eeuw tot 1644           |           | Zarken 2                     | 52° 27' 24" NB, 5° 1' 56" OL | 30026  | Meer afbeeldingen                                                                                              |
| Voormalige Nieuwe Doelen | Vergadering en vereniging | 1743                        |           | Zarken 4                     | 52° 27' 26" NB, 5° 1' 59" OL | 30027  | Meer afbeeldingen                                                                                              |
| Huis met trapgevel in haarlemse trant, blijkens jaartal onder de topbekroning daterend                                                                               | Woonhuis                  |                             |           | Zarken 6                     | 52° 27' 27" NB, 5° 1' 59" OL | 30028  | Meer afbeeldingen                                                                                              |
| Huisje met eenvoudige lijstgevel | Woonhuis                  |                             |           | Zarken 12                    | 52° 27' 27" NB, 5° 1' 59" OL | 30029  | Meer afbeeldingen                                                                                              |
| Huisje met trapgevel, voorzien van aanzetkrullen | Woonhuis                  |                             |           | Zarken 14                    | 52° 27' 28" NB, 5° 1' 60" OL | 30030  | Meer afbeeldingen                                                                                              |
| Huis met brede puntgevel | Woonhuis                  |                             |           | Zuideinde 29                 | 52° 27' 32" NB, 5° 2' 17" OL | 30031  | Meer afbeeldingen                                                                                              |
| Huis met lijstgevel | Woonhuis                  |                             |           | Zuideinde 33                 | 52° 27' 32" NB, 5° 2' 17" OL | 30032  | Meer afbeeldingen                                                                                              |
| Huis met puntgevel | Woonhuis                  |                             |           | Zuideinde 35                 | 52° 27' 32" NB, 5° 2' 17" OL | 30033  | Meer afbeeldingen                                                                                              |
| Lutherse kerk | Kerk en kerkonderdeel     | 18e eeuw                    |           | Zuideinde 39                 | 52° 27' 32" NB, 5° 2' 19" OL | 30034  | Meer afbeeldingen                                                                                              |
| Huis met baksteen | Woonhuis                  |                             |           | Zuideinde 41                 | 52° 27' 31" NB, 5° 2' 18" OL | 30035  | Meer afbeeldingen                                                                                              |
| Huis met baksteen | Woonhuis                  |                             |           | Zuideinde 43                 | 52° 27' 31" NB, 5° 2' 18" OL | 30036  | Meer afbeeldingen                                                                                              |
| Sluis-wachtershuis | Woonhuis                  |                             |           | Zuideinde 2                  | 52° 27' 32" NB, 5° 2' 11" OL | 30037  | Sluis-wachtershuis                                                                                             |
| Huis met puntgevel | Woonhuis                  |                             |           | Zuideinde 6                  | 52° 27' 32" NB, 5° 2' 12" OL | 30038  | Huis met puntgevel                                                                                             |
| Huis met puntgevel | Opslag                    |                             |           | Zuideinde 8                  | 52° 27' 32" NB, 5° 2' 12" OL | 30039  | Meer afbeeldingen                                                                                              |
| Huis met puntgevel | Opslag                    |                             |           | Zuideinde 16                 | 52° 27' 32" NB, 5° 2' 13" OL | 30040  | Meer afbeeldingen                                                                                              |
| Huis met puntgevel | Woonhuis                  |                             |           | Zuideinde 18                 | 52° 27' 32" NB, 5° 2' 14" OL | 30041  | Meer afbeeldingen                                                                                              |
| Eenvoudig woonhuis met in baksteen opgetrokken achterhuis | Woonhuis                  | 1399-1499                   |           | Middendam 3                  | 52° 27' 33" NB, 5° 2' 9" OL  | 506935 | Meer afbeeldingen                                                                                              |